# Đông Nam Bộ

Localizzazione del Sud-est in Vietnam

La Regione Sudorientale (in vietnamita Đông Nam Bộ) è una regione del Vietnam che comprende le pianure a nord del delta del Mekong. Comprende sette province e la municipalità indipendente di Ho Chi Minh.

## Suddivisioni amministrative
Province:
- Ba Ria-Vung Tau
- Binh Duong
- Binh Phuoc
- Binh Thuan
- Đồng Nai
- Ninh Thuan
- Tay Ninh

Municipalità speciale:
- Ho Chi Minh

## Città principali
Le maggiori città della regione per popolazione sono:
1. Ho Chi Minh (9 mln. di abitanti)
2. Biên Hòa (1,2 mln. di abitanti)
3. Vũng Tàu (350 mila abitanti)
4. Thủ Dầu Một (320 mila abitanti)
5. Tay Ninh (180 mila abitanti)
6. Phan Thiết (110 mila abitanti)